# امیرکلا (بابل)
امیرکلا، روستایی است از توابع بخش بابل‌کنار شهرستان بابل در استان مازندران ایران.

## تاریخچه و جمعیت
این روستای کوچک در دهستان بخش مرزیکلا قرار دارد. در سال حدود ۱۲۴۵ شمسی چند برادر که امیر زاده بودند ، به دلیل شیوع بیماری طاعون و وبا به این روستا که در ابتدا جنگل بود ، مهاجرت کرده و پس از سکنی گزیدن ، در زمینهای حاصلخیز آنجا به کشاورزی و دامداری مشغول شدند. آنان در بدو ورود در ابتدای روستا (چشمه) ساکن شده و به مرور جهت دسترسی راحت‌تر به شنفت رود که از وسط روستا می گذرد ، مستقر شدند .  براساس سرشماری مرکز آمار ایران در سال ۱۳۹۵، جمعیت آن ۴۶۴ نفر شامل ۱۶۸ خانوار بوده‌است. شغل مردم روستا کشاورزی ، دامداری و پرورش نوغان می باشد . 